# Анса-сполуки

Структура анса-сполук.

А́нса-сполу́ки (рос. анса-соединения, англ. ansa compounds) — похідні бензену, в яких пара (або мета) положення з'єднані ланцюжком (звичайно довжиною 10 — 12 атомів).
Розширено — будь який арен, що має ланцюг-місток, який простягається над одною з двох сторін арену. Наприклад, циклофани.